# Wilhelm Heitmüller
Wilhelm Heitmüller, född 3 augusti 1869, död 29 januari 1926, var en tysk teolog.
Wilhelm Heitmüller var professor i Nya Testamentets exegetik i Marburg från 1908, i Bonn från 1920 och i Tübingen från 1923. Heitmüller, som var en av de ledande forskarna inom den så kallade religionshistoriska skolan, utgav bland annat Taufe und Abendmahl bei Paulus (1903), Taufe und Abendmahl im Urchristentum (1911) och Jesus (1913).